# Aftab Shaban Mirani
Aftab Shaban Mirani – pakistański polityk, członek Pakistańskiej Partii Ludowej. Szef ministrów prowincji Sindh (1990). Od 19 października 1993 do 5 listopada 1996 minister obrony Pakistanu w drugim rządzie Benazir Bhutto. W sierpniu 2008 postrzegano go jako potencjalnego następcę prezydenta Pakistanu Perveza Musharrafa. Od 2008 członek Zgromadzenia Narodowego.
Jego żoną była Safia Aftab Mirani (zm. 2007).